# دایره (فیلم ۲۰۱۵)
«دایره» (انگلیسی: The Circle (2015 film)) یک فیلم است که در سال ۲۰۱۵ منتشر شد.